# Малиев (Бурынский район)
Малиев (укр. Маліїв) — село,
Хустянковский сельский совет,
Бурынский район,
Сумская область,
Украина.
Село ликвидировано в 1988 году .

## Географическое положение
Село Малиев находится на расстоянии в 0,5 км от села Хустянка.
По селу протекает пересыхающий ручей с запрудой.

## История
- 1988 — село ликвидировано [1].